# Work It (Nelly)
Work It is een single van de Amerikaanse rapper Nelly, uitgebracht in 2003. Het nummer komt van het album Nellyville. Hij werkte voor het liedje samen met Justin Timberlake. Hetzelfde nummer is ook opgenomen in Nelly's remix-album Da Derrty Versions: The Reinvention uit 2003. In de video clip zijn Nelly en Timberlake te zien die per ongeluk in het Playboy Mansion terechtkomen. Ook Playboy-oprichter Hugh Hefner is in de clip te zien.

## Tracklist
1. "Work It" [Albumversie]
2. "Work It" [Jason Nevins Universal Dub]
3. "Work It" [Copenhaniacs Remix]